# Alchemilla saxatilis
Alchemilla saxatilis é uma espécie de rosácea do gênero Alchemilla, pertencente à família Rosaceae.